# 臨沂県 (江蘇省)
臨沂県（りんぎ-けん）は中華人民共和国江蘇省にかつて存在した県。現在の南京市北東部に相当する。
341年（咸康7年）、東晋により僑県として設置された。606年（大業2年）、隋代に廃止され、管轄区域は江寧県に編入された。